# Greenock
Greenock es una localidad ubicada en el municipio de Inverclyde en el oeste de Escocia, Reino Unido. Greenock se encuentra en la desembocadura sur del estuario del río Clyde. Junto con Gourock y Port Glasgow forma un núcleo urbano de unos 75 000 habitantes. 
El censo británico de 2011 mostró que la localidad tiene una población de 44 248, una disminución de los 46 861 habitantes registrados en el censo de 2001.  

## Etimología
Aunque el origen del nombre es desconocido, está aceptado generalmente que deriva de Grianaig, su nombre original en gaélico escocés: grian (soleada) y aig / cnoc (loma). Según esta traducción el nombre de la localidad sería «loma soleada». Sin embargo dado a su clima existe otra traducción más plausible del galés antiguo, Graenag, que significa «lugar pedregoso o arenoso».
Como era frecuente usar palabras inglesas para traducir los nombres derivados del gaélico, el nombre Greenock a veces se escribía erróneamente como Greenoak  («roble verde» en español) hasta el principio del siglo XVII. Esto causó la etimología popular que había un roble verde en la ciudad al que los pescadores solían atar sus barcos. Esta etimología se ve todavía en los nombres de un bar (The Green Oak) y un centro comercial en la ciudad (The Oak Mall ).  

## Historia
Greenock fue fundada como pueblo pesquero. La primera referencia que se tiene es del año 1592, por lo que su fundación tiene que haber sido anterior a ese año. En el siglo XVIII se convirtió en el puerto principal para los barcos que conectaron el Reino Unido con sus colonias norteamericanas y canadienses.
Durante el siglo XIX, la Revolución Industrial provocada por los inventos de James Watt, un nativo de la ciudad, significó que Greenock vivió una época de prosperidad. El ayuntamiento y la Torre de Victoria, las dos principales obras arquitectónicas de la ciudad, fueron construidas en este periodo.
Durante la Segunda Guerra Mundial, la ciudad fue el objetivo de bombardeos alemanes debido a la fábrica de armas situada en la ciudad y su importancia en la industria de fabricación de barcos. Las noches del 6 y 7 de mayo de 1941 como parte del Blitz, unos 300 aviones de la Luftwaffe atacaron la ciudad. En los años 40, 50 y 60 Greenock prosperó gracias a las industrias creadas por esta guerra, pero entró en crisis en los años 70 y 80 cuando estas últimas fracasaron. La ciudad ha sufrido el enfriamiento económico en las últimas décadas, a pesar de que aloja los importantes edificios de empresas como el del Royal Bank of Scotland y un puerto para cruceros y buques de carga. 

## Comunicaciones
Greenock está situada a unos 40 kilómetros de Glasgow, la ciudad más grande de Escocia con la que se comunica a través de la Ruta europea E05 que termina en Algeciras. También está conectado a Edimburgo, la capital escocesa, via Glasgow por tren y carretera.

## Ciudadanos famosos
- James Watt, inventor de la máquina de vapor.
- William Kidd, pirata (supuestamente).
- Edward Caird, filósofo neohegeliano.
- Henry Robertson Bowers, expedicionario, acompañó a Robert Falcon Scott al Polo Sur.
- John McGeoch, guitarrista de Magazine, Siouxsie and the Banshees y Public Image Ltd..
- Al Stewart